# Oligoclada haywardi
Oligoclada haywardi là loài chuồn chuồn trong họ Libellulidae. Loài này được Fraser mô tả khoa học đầu tiên năm 1947.